# Rumänische Eishockeyliga 2013/14
Die Saison 2013/14 war die 83. Spielzeit der rumänischen Eishockeyliga, der höchsten rumänischen Eishockeyspielklasse. Meister wurde der ASC Corona 2010 Brașov, der im Playoff-Finale den Titelverteidiger HSC Csíkszereda mit 4:3 bezwang.

## Teilnehmer
Die beiden rumänischen Vertreter in der MOL Liga, der ASC Corona 2010 Brașov und der HSC Csíkszereda, nahmen nicht an der Hauptrunde der Liga teil, sondern waren für das Playoff-Halbfinale gesetzt. Daher bestand das Teilnehmerfeld in der Hauptrunde aus den folgenden Vereinen:
- Steaua Bukarest
- CS Progym Gheorgheni
- CSM Dunărea Galați
- Sportul Studențesc

## Modus
In der Hauptrunde absolvierte jede der vier Mannschaften insgesamt 24 Spiele. Die beiden bestplatzierten Mannschaften qualifizierten sich für das Playoff-Halbfinale, wo sie auf die beiden MOL-Liga-Teilnehmer trafen. Das Playoff-Halbfinale wurde im Modus Best-of-Five, das Finale im Modus Best-of-Seven ausgespielt. Für einen Sieg nach regulärer Spielzeit erhielt jede Mannschaft drei Punkte, bei einem Sieg nach Overtime gab es zwei Punkte, bei einem Unentschieden einen Punkt und bei einer Niederlage nach regulärer Spielzeit null Punkte.

## Hauptrunde

### Tabelle
|    | Klub                 | Sp | S  | OTS | OTN | N  | Tore    | Punkte |
| -- | -------------------- | -- | -- | --- | --- | -- | ------- | ------ |
| 1. | Steaua Bukarest      | 24 | 19 | 1   | 2   | 2  | 196:070 | 61     |
| 2. | CS Progym Gheorgheni | 24 | 14 | 2   | 2   | 6  | 149:070 | 48     |
| 3. | CSM Dunărea Galați   | 24 | 10 | 2   | 1   | 11 | 139:121 | 35     |
| 4. | Sportul Studențesc   | 24 | 0  | 0   | 0   | 24 | 048:271 | 0      |

Sp = Spiele, S = Siege, OTS = Siege nach Overtime, OTN = Niederlagen nach Overtime, N = Niederlagen

Erläuterungen: Playoff-Teilnehmer

### Beste Scorer
Abkürzungen:  Sp = Spiele, T = Tore, V = Assists, Pkt = Punkte, +/- = Plus/Minus, SM = Strafminuten
| Spieler            | Team    | Sp | T  | V  | Pkt | +/- | SM  |
| ------------------ | ------- | -- | -- | -- | --- | --- | --- |
| Constantin Mircea  | Steaua  | 24 | 28 | 25 | 53  | +47 | 32  |
| Mihail Georgescu   | Steaua  | 24 | 20 | 30 | 50  | +41 | 28  |
| Adam Pometlo       | Dunărea | 24 | 13 | 35 | 48  | +17 | 10  |
| Ioan Timaru        | Steaua  | 24 | 21 | 21 | 42  | +34 | 2   |
| Alexandru Munteanu | Steaua  | 24 | 15 | 25 | 40  | +46 | 106 |
| Adam Chmelar       | Dunărea | 23 | 19 | 19 | 38  | +20 | 12  |
| Stanislav Eis      | Dunărea | 23 | 21 | 16 | 37  | +20 | 30  |
| Marius Marcus      | Steaua  | 24 | 20 | 16 | 36  | +35 | 18  |
| Vitali Kirichenko  | Progym  | 18 | 20 | 15 | 35  | +19 | 29  |

## Serie um Platz 5
- CSM Dunărea Galați – Sportul Studențesc 3:0 (10:5, 15:1, 9:5)

## Playoffs

### Halbfinale
- Steaua Bukarest – HSC Csíkszereda 0:3 (2:4, 1:9, 2:9)
- CS Progym Gheorgheni – ASC Corona 2010 Brașov 0:3 (3:4, 2:3, 2:5)

### Serie um Platz 3
- Steaua Bukarest – CS Progym Gheorgheni 1:3 (6:3, 2:4, 4:5, 0:4)

### Finale
- ASC Corona Brașov – HSC Csíkszereda 4:3 (3:1, 1:2, 2:5, 3:2 n. V., 4:3 n. V., 1:3, 4:3)

### Beste Scorer
Abkürzungen:  Sp = Spiele, T = Tore, V = Assists, Pkt = Punkte, SM = Strafminuten
| Spieler             | Team               | Sp | T | V  | Pkt | SM |
| ------------------- | ------------------ | -- | - | -- | --- | -- |
| Tihamér Becze       | HSC Csíkszereda    | 10 | 9 | 5  | 14  | 12 |
| Vaclav Novak        | HSC Csíkszereda    | 8  | 3 | 11 | 14  | 6  |
| Szabolcs Szőcs      | HSC Csíkszereda    | 10 | 4 | 9  | 13  | 16 |
| Ervin Moldován      | HSC Csíkszereda    | 10 | 7 | 5  | 12  | 10 |
| Ede Mihály          | HSC Csíkszereda    | 10 | 5 | 7  | 12  | 12 |
| Stanislaw Eis       | CSM Dunărea Galați | 3  | 7 | 3  | 10  | 2  |
| Csanád Fodor        | ASC Corona Brașov  | 10 | 5 | 5  | 10  | 2  |
| Vitali Kirichenko   | Progym Gheorgheni  | 7  | 3 | 7  | 10  | 4  |
| Daniel Tanase       | Sportul Studențesc | 3  | 7 | 2  | 9   | 2  |
| Szabolcs Hildebrand | Progym Gheorgheni  | 7  | 6 | 3  | 9   | 0  |

## Kader des Rumänischen Meisters
| Rumänischer Meister ASC Corona Brașov | Torhüter: Rajmond Fülöp, Patrik Polc Verteidiger: Juhamatti Hietamäki, Imre János, Zsolt Mastaleriu, Csaba Nagy, Daniel Lucian Oprea, Jewhen Pyssarenko, Kevin Wehrs Angreifer: Zsombor Antal, Zsolt Bálint, Andrei Butochnov, Ivan Dornič, Dennis Dumitru, Csanád Fodor, Roberto Gliga, Attila Imecs, Hunor Márton, Zsolt Molnár, Róbert Péter, Magor Tivadar Petres, Martin Saluga, Csanád Virág, Levente Zsók Cheftrainer: Kari Rauhanen |